# Емил Съндой
Емил Съндой (на румънски: Emil Săndoi) е румънски футболист и треньор, роден на 1 март 1965 г. в Крайова, Румъния. Играл е като защитник.

## Като футболист
Дебютира в Дивизия А за Университатя Крайова на 17 септември 1983 г. В шампионския сезон Съндой се превръща в неочакван герой за тима си, реализирайки 13 гола. Бранителят прави впечатление много преди тимът да стане шампион и записва 30 мача за националния отбор на Румъния. Кариерата му е могла да се развие и по-добре, ако не е счупил тибия и фибула на финала за Купата на страната през 1993 г. срещу Униря (Браила).
За разлика от много свои съотборници Съндой няма особено забележителна международна кариера и играе 2 години във френския Анже.
Прави дебюта си в националния отбор през 1987 г. срещу Гърция.

## Като треньор
Като треньор железният бранител на два пъти поема бившия си тим, а веднъж застава начело и на младежкия национален отбор, но така и не успява да постигне сериозни успехи.

## Успехи
- Университатя Крайова
  - Шампинон в Румънска лига: 1991
  - Носител на Купа на Румъния: 1990-91, 1992–93